# Gregory Smith
Gregory Edward Smith (Toronto, Ontario, 6 de julio de 1983) es un actor y director canadiense nacionalizado estadounidense, conocido principalmente por su actuación en la serie Everwood.

## Biografía
Gregory Smith, o incluso "Greg Smith" llamado por algunos fanes, nació el 6 de julio de 1983 en Toronto, Ontario, Canadá, aunque actualmente tiene la doble ciudadanía tanto para su país natal como para Estados Unidos, donde ha desarrollado gran parte de su carrera.
Sus padres, Maurice y Terrea Smith, se separaron cuando él tenía 12 años de edad. Gregory siempre habla de la buena relación que lleva con su padre, sin embargo de su madre nunca habla. Tiene tres hermanos menores, Douglas, Andrew y Samantha, quienes al parecer también tienen intereses por la actuación.
A los 14 meses participó en un anuncio de la Marina.
Entre los hobbies de este actor están los de escalar, montar a caballo, el fútbol, el patinaje y la fotografía.
Aunque participó desde los 6 años en actuaciones y películas, fue en 2002 cuando consolidó su carrera con la serie Everwood.
Actualmente reside en Los Ángeles, aunque durante el rodaje de la serie Everwood se tenía que desplazar frecuentemnete a Utah, donde ésta se grababa. Además, para la grabación de esta serie recibió clases de piano, ya que su personaje tocaba este instrumento.

## Carrera artística
Smith comenzó su carrera artística a la edad de 10 años al estelarizar un papel dentro de la película "Andre" (1994), bajo la dirección de George Miller. Sin embargo Smith se dio a conocer con más amplitud en la película de fantasía titulada 'Leapin' Leprechauns' (1995) y poco después dentro de la secuela 'Spellbreaker: Secret of the Leperchauns' (1996). 
Además su carrera en televisión también ha sido importante, su participación dentro de la película para TV 'The Adventures of Captain Zoom in Outer Space' le dio reconocimiento. En 1998 protagonizó junto a John Hurt 'The Climb', una película independiente dirigida por Bob Swaim. El mismo año en 'Small Soldiers' con el papel principal (Alan Abernathy) y en 'The Patriot' en el año 2000 junto a Mel Gibson. Trabajó junto al actor Colin Farrell en 'American Outlaws' con el papel de Jim (joven). 
También obtuvo reconocimiento por su papel de Ephram Brown en la serie americana Everwood (2002-2006) También en 2006 hizo una película llamada revuelo en las aulas junto a Nichole Richie

## Filmografía
- Hobo with a Shotgun (2011)
- Cerrando el círculo (2007)
- Boot Camp (2007)
- Los seis signos de la luz (2007)
- Nearing Grace (2006)
- Revuelo en las aulas (2005)
- Kids in America (2005)
- Book of Love (2004)
- American Outlaws (2002)
- El patriota (2000)
- Zenon - Girl of the 21st Century (1999)
- Small Soldiers (1998)
- The Climb (1998)
- La tribu de los Krippendorf (1998)
- Harriet the Spy (1996)
- Spellbreaker: Secret of the Leperchauns (1996)
- Leapin Leprechauns (1995)
- Las Aventuras del Capitán Zoom (1995)
- Andre (1994)

## Series de televisión
- Power Rangers: Samurai (2011)
- Rookie Blue (2010-...)
- Everwood (2002-2006)
- Meego (1997)
- M.A.N.T.I.S. (1997)
- Outer Limits (1995)
- Are You Afraid of the Dark? (1995)
- Sirens (1994)
- Hat Squad (1992)
- Street Justice (1991-1993)
- Fly By Night (1991)
- Mom P.I. (1990)

- Datos: Q18916
- Multimedia: Gregory Smith / Q18916